# 6231-es mellékút (Magyarország)
A 6231-es számú mellékút egy közel harminc kilométer hosszú, négy számjegyű mellékút a Dunántúlon, a Mezőföldön. Nagyobbrészt Tolna vármegye területén húzódik, de egy kb. 9 kilométeres szakasza már Fejér vármegyében található. Paksot és a 6-os főutat köti össze a várostól északnyugatra fekvő településekkel, Cecével, illetve Simontornya és Székesfehérvár vonzáskörzetével.

## Nyomvonala
A 6-os főútból ágazik ki, annak 111+550-as kilométerszelvénye táján, Paks központjának déli részén, északnyugati irányban; az ellenkező irányban ugyanitt indul ki az 51 364-es út, amely Paks vasútállomásra vezet. Kevesebb, mint 100 méter megtétele után az út kettéágazik: nyugat felé a 6232-es út indul (Nagydorog felé), Kölesdi út néven, a 6231-es pedig északnak veszi az irányt, Tolnai út néven.
Végighalad a város központján, közben egy enyhe iránytörés után nevet vált és Dózsa György út lesz a neve; 1,7 kilométer után, a Táncsics parknál áthalad egy körforgalmú csomóponton (itt ágazik ki a 6-os főút és a buszpályaudvar irányába a Táncsics Mihály utca), majd 2,2 kilométer után egy derékszögű kanyarral északnyugat felé fordul, és Kereszt utca lesz a neve. Az addigi irányát követő út önkormányzati útként folytatódik, Paks északi végén visszatorkollik a 6-os főútba. Egy szakaszon a Széchenyi tér, majd a Fehérvári út nevet viseli (Székesfehérvárra utalva, amely ebben az irányban érhető el legkönnyebben Paksról), így lép ki a város központjának lakott területéről, 3,7 kilométer után.
A 8+750-es kilométerszelvényében, felüljárón keresztezi az M6-os autópálya nyomvonalát, előtte és utána körülbelül 150-150 méterre, egyszerű elágazásokkal csatlakoznak hozzá a két pályaoldal Németkér–Paks-centrum csomópontjának le- és felhajtó ágai: előbb a budapesti irány 60 521-es számú felhajtója és a 60 519-es számú pécsi lehajtó, északkelet felől, majd a túloldalon délnyugat felől a 60 499-es számú budapesti lehajtó és a 60 518-as számú pécsi felhajtó ág.
9,2 kilométer után éri el az út Paks Gyapa városrészének első házait, itt Cecei utca néven húzódik. 10,9 kilométer után lép csak ki a településrész házai közül, és ott rögtön át is lép Németkér területére. A község házait csak a 15. kilométere után éri el, északnyugati irányban haladva, majd a 15+100-as kilométerszelvényénél egy elágazáshoz ér. Északkelet felől a Dunaföldvártól idáig vezető 6229-es út torkollik bele, bő 16 kilométer megtétele után, a 6231-es pedig annak folytatásaként húzódik tovább délnyugati irányban, Szabadság utca néven. Ezt az irányt azonban csak néhány száz méteren át követi, hamarosan újból északnyugati irányba fordul és a Széchenyi utca nevet veszi fel. (Az addigi irányt egyenesen követő út földútként Bikácsig húzódik.) 17,5 kilométer után lép ki a község lakott területéről, majd ott egy rövid időre ismét délnyugatnak kanyarodik.
19,5 kilométer után hagyja el teljesen Németkér területét, és egyúttal átlép Tolnából Fejér vármegyébe – itt ismét nagyjából az északnyugati irányt követve –, a következő település a megye Sárbogárdi járásához tartozó Cece. Sokáig külterületen halad, hol északnyugat felé, hol majdnem pontosan észak felé, majd a 27. kilométere után éri el a település első házait. Ott a Kossuth Lajos utca nevet veszi fel, észak-északnyugati irányba halad, és a 61-es főútba beletorkollva ér véget, annak 24+700-as kilométerszelvénye táján, majdnem vele szemben (pár lépéssel nyugatra) válik le a 61-esről a 63-as főút.
Teljes hossza, az országos közutak térképes nyilvántartását szolgáló kira.gov.hu adatbázisa szerint 28,428 kilométer.

## Települések az út mentén
- Paks
- Németkér
- Cece

## Története
1934-ben a kereskedelem- és közlekedésügyi miniszter 70 846/1934. számú rendelete a teljes mai szakaszát harmadrendű főúttá nyilvánította, 611-es útszámozással.
Fejér megye 2004-ben kiadott térképe valamelyest rövidebb nyomvonallal szerepelteti: ott Paks központjának északi részén ágazik ki a 6-os főútból és Cece belterületének déli részén, a 63-as főútba torkollva ér véget.